# Leite de Vasconcelos
José Leite de Vasconcellos Pereira de Melo, mais conhecido por Leite de Vasconcellos (Ucanha, 7 de julho de 1858 – Lisboa, 17 de maio de 1941), foi um linguista, filólogo, arqueólogo e etnógrafo português.

## Biografia
José Leite de Vasconcellos Pereira de Melo nasceu no seio de uma família aristocrata na aldeia vinhateira de Ucanha do concelho de Tarouca, a 7 de julho de 1858. Era filho de José Leite Cardoso Pereira de Melo e de Maria Henriqueta Leite de Vasconcellos Pereira de Melo.
A infância e a adolescência foram passadas num meio rural rico em testemunhos históricos, que desde cedo despertaram o seu interesse pela observação das tradições e dos costumes locais, anotando as suas experiências em pequenos cadernos. Deixou a Beira aos 18 anos para trabalhar no Porto, num liceu e num colégio, assim ajudando ao sustento da família e assegurando os seus estudos no Colégio de São Carlos e, mais tarde, na Escola Médico-Cirúrgica do Porto.
Durante o curso de Medicina publica já então alguns escritos, por exemplo em 1882 no Pero Gallego, publicado em Viana de Castelo, contribuindo com fábulas modernas e etimologia. Escreve uma das suas primeiras obras — Tradições Populares Portuguesas - e editou o opúsculo Portugal Pré-Histórico (1885). Ao concluir o curso e após defesa da tese A Evolução da Linguagem: Ensaio Antropológico (1886), recebeu o Prémio Macedo Pinto, destinado ao aluno mais brilhante. Assumiu, então, as funções de subdelegado de saúde do Cadaval, onde tinha família, durante seis meses. No entanto, dois anos mais tarde, depois de ter exercido funções de subdelegado de saúde, médico municipal e presidente da Junta Escolar do Cadaval, decide abandonar a carreira médica e dedicar-se ao estudo das suas ciências prediletas: Linguística, Arqueologia e Etnologia.

Exonerado dos cargos em 1888, instala-se em Lisboa onde começa por trabalhar como professor no Liceu Central. Nesse mesmo ano toma posse do lugar de conservador da Biblioteca Nacional, cargo que exerce até 1911. Durante os 23 anos em que trabalhou nesta instituição teve oportunidade de consolidar as linhas mestras da sua investigação e da sua produção literária. Lecionou cursos de Numismática e de Filosofia e deu início à edição da Revista Lusitana (1887-1943). Tendo por base o trabalho realizado na Biblioteca Nacional, empenhou-se na criação de um museu dedicado ao conhecimento das origens e tradições do povo português, projeto apoiado por Bernardino Machado, à época Ministro das Obras Públicas e responsável pela criação do Museu Etnográfico Português, em 1893. Instalado inicialmente numa sala da Direção dos Trabalhos Geológicos, este museu foi transferido em 1900 para uma ala do Mosteiro dos Jerónimos. Inaugurado a 22 de abril de 1906, designou-se Museu Etnológico, denominação que detinha desde 1897. O acervo do museu foi crescendo em resultado de escavações arqueológicas e de campanhas etnográficas em todo o país, as quais eram noticiadas na revista O Arqueólogo Português (1895-2014), fundada por Leite de Vasconcellos.

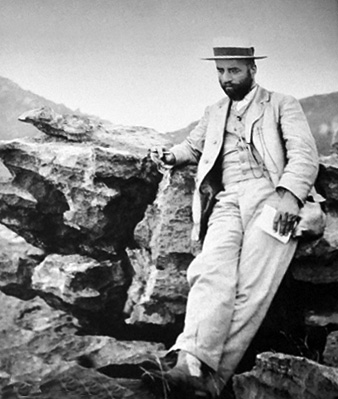
Leite de Vasconcellos na juventude.

Prossegue os seus estudos em Paris, tirando um curso de Filologia na Universidade de Paris, no qual defendeu a tese Esquisse d'une dialectologie portugaise (1901), o primeiro importante compêndio diatópico do português (depois continuado e melhorado por Manuel de Paiva Boléo e Luís Lindley Cintra), que foi classificada com a menção de "très honorable". Por essa altura, encetou relações sólidas com figuras de prestígio e desenvolveu pesquisas em obras raras de bibliotecas estrangeiras. Na Biblioteca de Leiden descobriu A canção de Sancta Fides de Agen, manuscrito medieval que publicou em 1902. Na Biblioteca Palatina de Viena identificou o Livro de Esopo, que editou em 1906.
Fez inúmeras viagens em Portugal, visitou vários países europeus e deslocou-se ao Egito para participar no Congresso do Cairo de 1909, no qual presidiu à secção de Arqueologia Pré-Histórica. Estas digressões permitiram-lhe recolher material para o museu e criar laços de amizade com colegas portugueses e estrangeiros. Em 1911 é integrado no corpo docente da recém-criada Faculdade de Letras da Universidade de Lisboa, onde leciona Filologia Clássica, Filologia Românica, Arqueologia e Epigrafia. Em 1914 solicitou a Bernardino Machado que lhe fosse atribuída a categoria de professor titular de Arqueologia.
Em 1929 aposenta-se. Em sua homenagem, o Museu Etnológico passou a ter o seu nome, tendo Leite de Vasconcellos recebido o título de diretor honorário. A partir dessa altura dedica-se à escrita, na qual se salienta o projeto Etnografia Portuguesa publicado em vários volumes pela Imprensa Nacional. Foi agraciado com diversas distinções, como a Grã-Cruz da Ordem da Instrução Pública (1930), a Comenda da Legião de Honra (1930) de França e a Grã-Cruz da Ordem Militar de Sant'Iago da Espada (1937), a que se juntaram muitas outras, alcançadas ao longo da sua carreira, como a de correspondente do Instituto de França (1920). Foi autor, também, de poesia e do maior epistolário português (24.289 cartas de 3727 correspondentes, editadas em 1999), produto da imensa rede de contactos que estabeleceu ao longo da vida.
Além de fundador das revistas O Arqueólogo Português e Revista Lusitana, foi também um dos criadores da revista O Pantheon (1880-1881) e teve diversas colaborações em publicações periódicas, nomeadamente: A Mulher (1879), Era Nova (1880-1881), Revista de Estudos Livres (1883-1886), A Imprensa (1885-1891), Branco e Negro (1896-1898), Atlântida (1915-1920), Lusitânia (1924-1927), Ilustração (1926-1939), Feira da Ladra (1929-1943), Boletim cultural e estatístico (1937) e Revista de Arqueologia (1932-1938).
Faleceu a 17 de maio de 1941, na sua residência, o número 40 da Rua Dom Carlos de Mascarenhas, freguesia de São Sebastião da Pedreira, em Lisboa, aos 82 anos de idade, vítima de broncopneumonia, sem nunca ter casado ou ter tido filhos. Deixou em testamento ao Museu Nacional de Arqueologia parte do seu espólio científico e literário, incluindo uma biblioteca com cerca de oito mil títulos, para além de manuscritos, correspondência, gravuras e fotografias. Encontra-se sepultado em jazigo de família, no Cemitério dos Prazeres.
O seu nome faz parte da toponímia de: Amadora (Alfragide e Brandoa), Barrancos, Barreiro (Alto do Seixalinho), Bragança (Sé), Cadaval, Caminha (Vila Praia de Âncora), Cascais (Estoril), Coimbra (Eiras), Felgueiras (Margaride), Lisboa (São Vicente de Fora), Matosinhos (Leça do Balio), Miranda do Douro, Oeiras (Paço de Arcos), Ovar, Paredes (Castelões de Cepeda, Madalena e Mouriz), Portalegre (Sé), São Brás de Alportel, Seixal (Amora e Fernão Ferro), Setúbal (São Sebastião), Tarouca, Tavira (Cabanas de Tavira), Trofa (Bougado) e Vila Nova de Famalicão (Calendário).
A Faculdade de Letras da Universidade de Lisboa alberga o Legado de Leite de Vasconcellos, composto por uma Biblioteca de Linguística e Literatura e por um Fundo manuscrito.

## Obras
A lista de obras de Leite de Vasconcellos é bastante extensa, citando-se alguns dos seus trabalhos:
- Estudo Ethnographico (1881)
- O Dialecto Mirandez (1882)
- Revista Lusitana (primeira série: 1887-1943; 39 volumes)
- Religiões da Lusitania (1897-1913; em três volumes)
- Estudos de Philologia Mirandesa (1900 e 1901; dois volumes)
- Textos Archaicos (antologia, 1903)
- Livro de Esopo (1906)
- O Doutor Storck e a litteratura portuguesa (1910)
- Lições de Philologia Portuguesa (1911)
- A Barba em Portugal - Estudo de Etnografia Comparativa (1925)
- Antroponímia Portuguesa (1928)
- Signum Salomonis, A figa e A barba em Portugal (1918)-(1925)
- Opúsculos (1928-1938 e 1985, póstumo, sete volumes) «Disponíveis em instituto-camoes.pt». em formato PDF
- Etnografia Portuguesa (1933-?, em dez volumes)[24]
- Filologia Barranquenha - apontamentos para o seu estudo (1940, ed. 1955)
- Romanceiro Português (ed. 1958, em dois volumes)
- Contos Populares e Lendas (ed. 1964, em dois volumes)
- Teatro Popular Português  (1974-1979)